# Фабрика абсолюту
«Фа́брика абсолю́ту» (чеськ. Tovarna na absolutno) — фантастичний роман-фейлетон чеського письменника Карела Чапека.

## Сюжет
Сюжет базується на винайденні карбюратора (чеськ. karburátor) — двигуна, який виробляє багато дешевої енергії шляхом розщеплення матерії. Проте, крім енергії він вивільняє ще й абсолют. Абсолют є духовною сутністю, якою згідно з деякими релігійними філософіями просякнута уся матерія (монізм). Абсолют викликає в людей неймовірне релігійне піднесення: ті хто побував під впливом карбюратора стають праведниками, інколи набувають надприродних здібностей. Все це призводить до виникнення релігійних суперечок, які призводять до вибуху найглобальнішої війни в історії.
Автор з гумором описує цю війну, зводячи її до абсурду. Характерними для війни є дальні військові походи, наприклад битви Китаю з сенегальськими стрільцями на берегах фінських озер.
Абсолют не лише впливає на розум. Він також виконує фізичну працю. Під час війни він спричиняє у супротивників значні втрати (різні частини абсолюту підтримують різні сторони конфлікту). Він також зацікавлюється у виробництві матеріальної продукції і робить це у надприродній формі, з величезним розмахом. Це призводить до економічного краху і, як це не дивно, до дефіциту всіх вироблюваних товарів, бо навіть коли ціна товарів впала до нуля, ніхто не піклується, щоб поширювати їх. Через те, що більше ніхто крім селян не виготовляє їжу, розпочинається голод. Люди змушені обмінювати на їжу все, що мають. Зрештою, війни припиняється, коли більше нема кому воювати. Люди вертаються до нормального життя і знищують усі карбюратори.

## Наслідування роману
У 1922 році інший чеський письменник-фантаст Іржі Гаусманн написав роман «Промислове виробництво чесноти» (чеськ. Velkovýroba ctnosti), сюжет якого перекликається з сюжетом роману «Фабрика абсолюту», та заснований на фантастичній ідеї виробництва чеснот людини в промисловому масштабі за допомогою вловлювання енергії імпульсів мозку людини. Проте, як і в романі Чапека, ця ідея закінчується невдачею, та призводить лише до збільшення конфліктів у людському суспільстві.